# 마르세우 아우구스투 오르톨랑
마르세우 아우구스투 오르톨랑(포르투갈어: Marcel Augusto Ortolan, 1981년 11월 12일 ~ ) 또는 마르세우는 브라질의 전 축구 선수이다. 2004년과 2011년에 K리그의 수원 삼성 블루윙즈에서 뛴 적이 있다. K리그 등록명은 마르셀이었다.

## 클럽 경력
마르세우은 코리치바 FC에서 축구를 시작했고, 2000년에 1군에 합류하여 네 시즌 동안 49경기에서 20골을 넣었다. 이 시기에 브라질 리그 베스트 일레븐에 뽑히기도 하였다. 2004년 1월 14일 K리그의 수원 삼성 블루윙즈로 이적하여 한 시즌 동안 뛰었다.
이후 포르투갈 리가의 아카데미카 드 코임브라로 이적하여 두 시즌을 보냈고, 이 가간 동안 13골을 넣는 인상적인 활약을 펼쳐 SL 벤피카와 FC 포르투 같은 포르투갈 내 빅 클럽들의 관심을 받았다. 그리고 마침내 2006년 1월 SL 벤피카로 이적하였다. 그러나 그는 12월에 SC 브라가로 임대가게 되었고, 돌아오자마자 브라질의 상파울루 FC로 다시 임대를 가게 되었다. 마르세우는 그곳에서도 자리를 잡기 힘들었고, 계약을 종료했다. 마르세우는 한 번더 임대를 가게 되었는데 그레미우였다.
2008년에는 크루제이루 EC로 임대를 갔다. 그는 인상적인 모습을 보여주지 못했고, 5월 13일에 임대가 종료되었다. 이후 그레미우로 다시 한번 임대를 떠났다. 2008 시즌 세리에 A에서 29경기에 출전하여 9골을 넣었다.
12월 19일, 마르세우는 J리그의 비셀 고베로 임대 갔다. 2010년에는 산투스 FC로 떠났고, 이듬해에는 CR 바스쿠 다 가마로 임대를 떠났다.
2011년 3월 16일, 수원 삼성 블루윙즈로 이적하여 7년 만에 복귀하였다. 4일 후인 3월 20일 포항 스틸러스와의 경기에서 복귀전을 치렀으나, 그 이후로 눈에 띄는 활약을 펼치진 못하였다. 그러던 리그 중반, 대구와의 경기에서 데뷔골을 터뜨리고, 7월 20일 포항 스틸러스전에서 두 골을 넣는 등 활약을 펼쳤다. 그러나 더 이상 눈에 띄는 활약을 하지 못하고 여름 이적 시장에서 계약을 해지하였다.

## 수상

### 클럽

#### 코리치바
- 캄페오나투 파라나엔시: 2003

#### 수원 삼성 블루윙즈
- K리그: 2004

#### 상파울루
- 캄페오나투 브라질레이루: 2007

#### 산투스
- 캄페오나투 파울리스타: 2010
- 코파 두 브라질: 2010

### 개인
- 캄페오나투 파라나엔시 득점왕: 2003
- 캄페오나투 파라나엔시 베스트 일레븐: 2003